# Херсонська філія Європейського університету
Херсонський філіал Європейського університету — філіал основного Українського Європейського Університету у місті Херсон, створений у 2001 році.

## Про університет
Сучасний вищий навчальний заклад, ліцензований та акредитований Міністерством освіти та науки України за IV рівнем акредитації. Ліцензія серія АВ № 506191. Неодноразовий переможець Міжнародного Академічного Рейтингу популярності «Золота фортуна». Лауреат конкурсів: «100 найкращих підприємств України» та «Найкращий навчальний заклад нового покоління».
Форма навчання — денна та заочна, тільки на контракті. Кваліфікація — бакалавр і спеціаліст. Можливе отримання другої вищої освіти на базі першої вищої: термін навчання — два роки. Студенти-юнаки денного відділення отримують відтермінування військової служби.

## Кафедри

### Кафедра економіки та менеджменту
- Менеджмент зовнішньоекономічної діяльності
- Менеджмент міжнародного туристичного бізнесу
- Організація митного контролю
- Менеджмент організації охорони здоров'я

### Кафедра фінанси і банківська справа
- Фінанси
- Банківська справа